# Erwin van de Looi
Erwin van de Looi, né le 25 février 1972 à Huissen aux Pays-Bas, est un footballeur néerlandais qui évoluait au poste de défenseur central devenu entraîneur.

## Biographie

### Carrière de joueur
Né à Huissen aux Pays-Bas, Erwin van de Looi commence le football dans le club local du RKHVV Huissen avant d'être formé par le Vitesse Arnhem.
Après six mois en Allemagne, aux Stuttgarter Kickers, van de Looi retourne aux Pays-Bas, s'engageant en juillet 2000 au FC Groningue, fraichement promu en première division. Il joue 19 matchs lors de sa première saison puis aucun lors de la suivante, étant entravé par les blessures. Il met finalement un terme à sa carrière en août 2002, à l'âge de 30 ans, en raison de ces blessures récurrentes.

### Carrière d'entraîneur
Après sa carrière de joueur, Erwin van de Looi devient entraîneur. Il commence avec l'équipe réserve du FC Groningue avant de diriger l'équipe première, étant nommé en juillet 2013. Pour son premier match officiel à la tête de l'équipe première, le 3 août 2013 face au NEC Nimègue, lors de la première journée de la saison 2013-2014 d'Eredivisie, son équipe s'impose largement par quatre buts à un. Son équipe se situe alors en tête du championnat après cette première journée. Pour sa première saison avec l'équipe première de Groningue, van de Looi permet à son équipe de terminer septième du championnat et de se qualifier pour les tours préliminaires de la Ligue Europa 2014-2015. Le club retrouve ainsi une compétition européenne pour la première fois en sept ans. Van de Looi prolonge son contrat avec Groningue en le 18 février 2015.
Le 23 mai 2016, il est nommé entraîneur principal du Willem II, club avec lequel il signe un contrat de deux ans. Il succède ainsi à Jurgen Streppel (en), parti au SC Heerenveen. Le 8 mars 2018, alors que les supporters réclament son départ en raison des résultats décevants du club et du jeu proposé qui ne réponds pas à leurs attentes, van de Looi décide de quitter le club.
Le 21 mai 2018, Erwin van de Looi est nommé sélectionneur de l'équipe des Pays-Bas espoirs. Il signe un contrat courant jusqu'en décembre 2020, automatiquement renouvelé jusqu'à l'été 2021 en cas de qualification pour le championnat d'Europe espoirs 2021.
Le 21 décembre 2023, Erwin van de Looi est nommé entraîneur principal du Heracles Almelo. Il succède ainsi à John Lammers (en), licencié en raison des mauvais résultats de l'équipe, et il signe un contrat courant jusqu'en juin 2025. Il reprend une équipe alors quatorzième du championnat et qui lutte pour son maintien. Sous ses ordres le Heracles Almelo évite la relégation, faisant match nul face au Fortuna Sittard (0-0) le 19 mai 2024, ce qui valide sa présence dans l'élite pour la saison suivante.